# جایزه تمشک طلایی برای بدترین کارگردانی

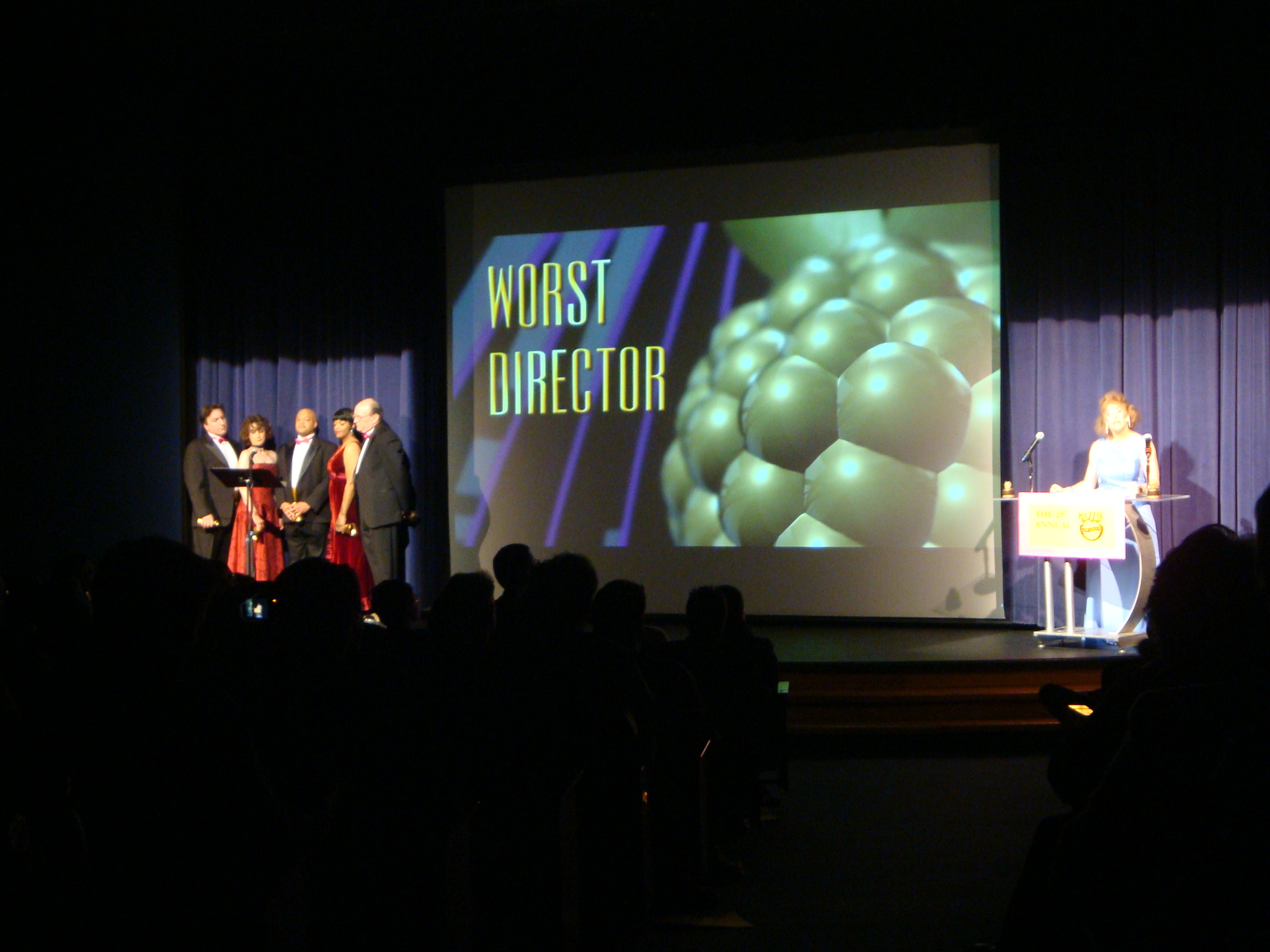
مراسم جایزه تمشک طلایی برای بدترین کارگردانی

جایزه تمشک طلایی برای بدترین کارگردانی (به انگلیسی: Golden Raspberry Award for Worst Director) جایزه تمشک طلایی برای بدترین کارگردان جایزه‌ای است که در مراسم سالانه جایزه تمشک طلایی به بدترین کارگردان سال قبل اهدا می‌شود. این جایزه از سال ۱۹۸۰ اهدا می‌شود و اولین برنده رابرت گرینوالد برای فیلم زانادو بود. در زیر لیستی از نامزدها و دریافت کنندگان آن جایزه به همراه فیلم (هایی) که برای آن نامزد شده‌اند آمده‌است.

## برندگان و نامزدها

### دهه ۲۰۱۰
| سال                                       | کارگردان                                | فیلم |
| ----------------------------------------- | --------------------------------------- | ---- |
| ۲۰۱۰ (سی و یکمین دوره جوایز تمشک طلایی)   |                                         |      |
| ام. نایت شامالان                          | آخرین بادافزار                          |      |
| جیسون فریدبرگ و آرون سلتزر                | مکیدن خون‌آشام                           |      |
| مایکل پاتریک کینگ                         | سکس و سیتی ۲                            |      |
| دیوید اسلید                               | گرگ‌ومیش: خسوف                           |      |
| سیلوستر استالونه                          | بی‌مصرف‌ها                                |      |
| ۲۰۱۱ (سی و دومین دوره جوایز تمشک طلایی)   |                                         |      |
| دنیس داگن                                 | جک و جیل                                |      |
| دنیس داگن                                 | فقط باهاش کنار بیا                      |      |
| مایکل بی                                  | تبدیل‌شوندگان: نیمه تاریک ماه            |      |
| تام بریدی (کارگردان)                      | باکی لارسون: ستاره مادرزاد              |      |
| بیل کاندن                                 | گرگ‌ومیش: سپیده‌دم – قسمت اول             |      |
| گری مارشال                                | شب سال نو (فیلم ۲۰۱۱)                   |      |
| ۲۰۱۲ (سی و سومین دوره جوایز تمشک طلایی)   |                                         |      |
| بیل کاندن                                 | گرگ‌ومیش: سپیده‌دم – قسمت دوم             |      |
| شان آندرس                                 | اون پسر منه                             |      |
| پیتر برگ                                  | کشتی جنگی (فیلم)                        |      |
| تایلر پری                                 | اعمال خوب                               |      |
| تایلر پری                                 | حفاظت از شاهد مدیا                      |      |
| جان پاچ                                   | Atlas Shrugged: Part II                 |      |
| ۲۰۱۳ (سی و چهارمین دوره جوایز تمشک طلایی) |                                         |      |
| همه ۱۵ کارگردان                           | فیلم ۴۳                                 |      |
| دنیس داگن                                 | بزرگ‌شده‌ها ۲                             |      |
| تایلر پری                                 | یک کریسمس مدیایی                        |      |
| تایلر پری                                 | وسوسه: اعترافات یک مشاور ازدواج         |      |
| ام. نایت شامالان                          | پس از زمین                              |      |
| گور وربینسکی                              | رنجر تنها (فیلم ۲۰۱۳)                   |      |
| ۲۰۱۴ (سی و پنجمین دوره جوایز تمشک طلایی)  |                                         |      |
| مایکل بی                                  | تبدیل‌شوندگان: عصر انقراض                |      |
| دارن دوان                                 | نجات کریسمس                             |      |
| رنی هارلین                                | افسانه هرکول                            |      |
| جاناتان لیبسمن                            | لاک‌پشت‌های نینجا (فیلم ۲۰۱۴)             |      |
| ست مک‌فارلن                                | یک میلیون راه برای مردن در غرب          |      |
| ۲۰۱۵ (سی و ششمین دوره جوایز تمشک طلایی)   |                                         |      |
| جاش ترانک                                 | چهار شگفت‌انگیز (فیلم ۲۰۱۵)              |      |
| اندی فیکمن                                | پل بلارت: پلیس بازار ۲                  |      |
| توم سیکس                                  | هزارپای انسانی ۳ (دنباله نهایی)         |      |
| سم تیلور-جانسون                           | پنجاه طیف خاکستری (فیلم)                |      |
| واچوفسکی‌ها                                | صعود ژوپیتر                             |      |
| ۲۰۱۶ (سی و هفتمین دوره جوایز تمشک طلایی)  |                                         |      |
| دینش دسوزا and Bruce Schooley             | آمریکای هیلاری: تاریخ پنهان حزب دموکرات |      |
| رولاند امریش                              | روز استقلال: بازخیز                     |      |
| تایلر پری                                 | بوو! یک هالووین مدیایی                  |      |
| الکس پرویاس                               | خدایان مصر (فیلم)                       |      |
| زک اسنایدر                                | بتمن در برابر سوپرمن: طلوع عدالت        |      |
| بن استیلر                                 | زولندر ۲                                |      |
| ۲۰۱۷ (سی و هشتمین دوره جوایز تمشک طلایی)  |                                         |      |
| تونی لئوندیس                              | فیلم شکلک                               |      |
| دارن آرونوفسکی                            | مادر!                                   |      |
| مایکل بی                                  | تبدیل‌شوندگان: آخرین شوالیه              |      |
| جیمز فولی                                 | پنجاه طیف تاریک‌تر (فیلم)                |      |
| الکس کورتزمن                              | مومیایی (فیلم ۲۰۱۷)                     |      |
| ۲۰۱۸ (سی و نهمین دوره جوایز تمشک طلایی)   |                                         |      |
| ایتان کوئن                                | هولمز و واتسون                          |      |
| کوین کانلی (بازیگر)                       | گوتی (فیلم ۲۰۱۸)                        |      |
| جیمز فولی                                 | پنجاه طیف آزادی (فیلم)                  |      |
| برایان هنسون                              | قتل در ساعات خوش                        |      |
| برادران اسپیریگ                           | وینچستر (فیلم)                          |      |
| ۲۰۱۹ (چهلمین دوره جوایز تمشک طلایی)       |                                         |      |
| تام هوپر                                  | گربه‌ها (فیلم ۲۰۱۹)                      |      |
| فرد درست                                  | دیوانه (فیلم ۲۰۱۹)                      |      |
| جیمز فرانکو                               | زیروویل                                 |      |
| آدریان گرونبرگ                            | رمبو: آخرین خون                         |      |
| نیل مارشال                                | پسر جهنمی (فیلم ۲۰۱۹)                   |      |

### دهه ۲۰۲۰
| سال                                      | کارگردان                              | فیلم |
| ---------------------------------------- | ------------------------------------- | ---- |
| ۲۰۲۰ (چهل و یکمین دوره جوایز تمشک طلایی) |                                       |      |
| سیا                                      | موسیقی (فیلم ۲۰۲۱)                    |      |
| چارلز بند                                | زامبی‌های کرونا                        |      |
| چارلز بند                                | باربی و کندرا پادشاه ببر را نجات دهند |      |
| چارلز بند                                | باربی و کندرا منطقه ۵۱ طوفانی         |      |
| باربارا بیالووس و توماس ماندس            | ۳۶۵ روز                               |      |
| استیون گیگان                             | دولیتل (فیلم)                         |      |
| ران هاوارد                               | مرثیه هیلبیلی (فیلم)                  |      |
| ۲۰۲۱ (چهل و دومین دوره جوایز تمشک طلایی) |                                       |      |
| کریستوفر اشلی                            | دیانا موزیکال                         |      |
| استیون شباسکی                            | ایون هنسن عزیز (فیلم)                 |      |
| "کک" دنیلز                               | کارن                                  |      |
| رنی هارلین                               | ناجورها (فیلم ۲۰۲۱)                   |      |
| جو رایت                                  | زنی پشت پنجره (فیلم ۲۰۲۱)             |      |